# Ion Glogojanu
Ion Glogojanu (n. 1 iulie 1888, Râmnicu Sărat, Râmnicu-Sărat, România – d. 22 octombrie 1941, Odesa, România) a fost un general român, care a luptat în cel de-al Doilea Război Mondial în fruntea trupelor române care au invadat teritoriul URSS-lui, în cadrul alianței militare dintre România condusă de Ion Antonescu și Germania nazistă. 

## Biografie
A urmat Școala de Ofițeri de Artilerie și Geniu (1908-1909) și Școala Superioară de Război (1919-1921)
În timpul Primului Război Mondial a participat la luptele din zona Munților Perșani și de la Mărășești.
În cel de-Al Doilea Război Mondial a participat la luptele de la Odessa, iar după intrarea diviziei în oraș a fost numit comandant militar al orașului. A decedat la 22 octombrie 1941, în urma exploziei din clădirea comandamentului militar de la Odessa, minată de sovieticii în retragere.

## Grade militare
- 1909 - sublocotenent
- 1912 - locotenent
- 1917 - căpitan
- 1919 - maior
- 1926 - locotenent-colonel
- 1933 - colonel
- 1939 - general de brigadă
- 1941 - general de divizie “post mortem”

## Funcții militare
- 1916 - 1917 - Comandant de baterie în Regimentul 16 Artilerie,
- 1921 - 1927, 1930-1933 - diferite funcții în Marele Stat Major,
- 1927 - 1928 - Subșef de stat major al Corpului 6 Armată,
- 1928 - 1930 - Comandant de divizion și ajutor comandant la Regimentul 2 Artilerie,
- 1930-1933 - Șef Birou recrutare în Marele Stat Major,
- 1933-1936 - Comandant al Regimentului 19 Artilerie,
- 1936-1937 - Șef de stat major al Inspectoratului General al artileriei,
- 1937-1940 - Comandant al Brigăzii 21 Artilerie,
- 1940-1941 - Comandant al Diviziilor 33, 32 și 10 Infanterie,
- 3 iunie - 22 octombrie 1941 - Comandantul Diviziei 10 Infanterie,
- 17 - 22 octombrie 1941 - Comandantul militar al orașului Odesa.

După ocuparea Odesei la 16 octombrie 1941, generalul Glogojanu și-a instalat postul de comandă în fostul sediu al NKVD, deși au existat informații cu privire la minarea clădirii de către sovietici.
După cinci zile de la intrarea trupelor române în orașul Odesa, în după-amiaza zilei de 22 octombrie 1941, la orele 17, imobilul care adăpostea Comandamentul Militar al orașului Odesa și Statul Major al Diviziei 10 Infanterie a fost aruncat în aer de către partizanii sovietici, provocând pierderea a 135 militari (79 uciși, 43 răniți și 13 dispăruți), dintre care 128 români și 7 germani, inclusiv decesul generalului Glogojanu. Corpul său neînsuflețit a fost scos de sub dărâmături în ziua următoare, la ora 13:10. Victimele au fost înmormântate la 25 octombrie 1941 în parcul Șevcenko din Odesa .
Ca urmare a acestui atac, mareșalul Ion Antonescu a ordonat ca represalii o serie de execuții care au rămas cunoscute sub numele de Masacrul de la Odesa.

## Decorații
- Ordinul „Coroana României” în gradul de Comandor cu însemne militare (9 mai 1941)[2]
- Ordinul “Mihai Viteazul”, clasa a III-a și numit general de divizie „post-mortem”.

## Legături externe
- Generals.dk - Glogojanu Ion, Major-General